# Pollenia astrictifrons
Pollenia astrictifrons este o specie de muște din genul Pollenia, familia Calliphoridae, descrisă de Dear în anul 1986. Conform Catalogue of Life specia Pollenia astrictifrons nu are subspecii cunoscute.